# ワシントン駅 (ミズーリ州)
ワシントン駅（英語：Washington Station）はミズーリ州のワシントン ウェスト・フロント・ストリート301にある駅。全米各地を結ぶ旅客鉄道のアムトラックが乗り入れている。

## 利用可能な鉄道路線／列車
アムトラックのワシントン駅に発着する列車は下記の通り。
カンザスシティとセントルイス間の昼行中距離列車ミズーリ・リバー・ランナー号…1日2往復停車